# Triglochin palustris
Triglochin palustris es una planta acuática perteneciente a la familia Juncaginaceae. Tiene una distribución Circumboreal, en el Hemisferio Norte donde puede ser localizada en el norte de las islas británicas.

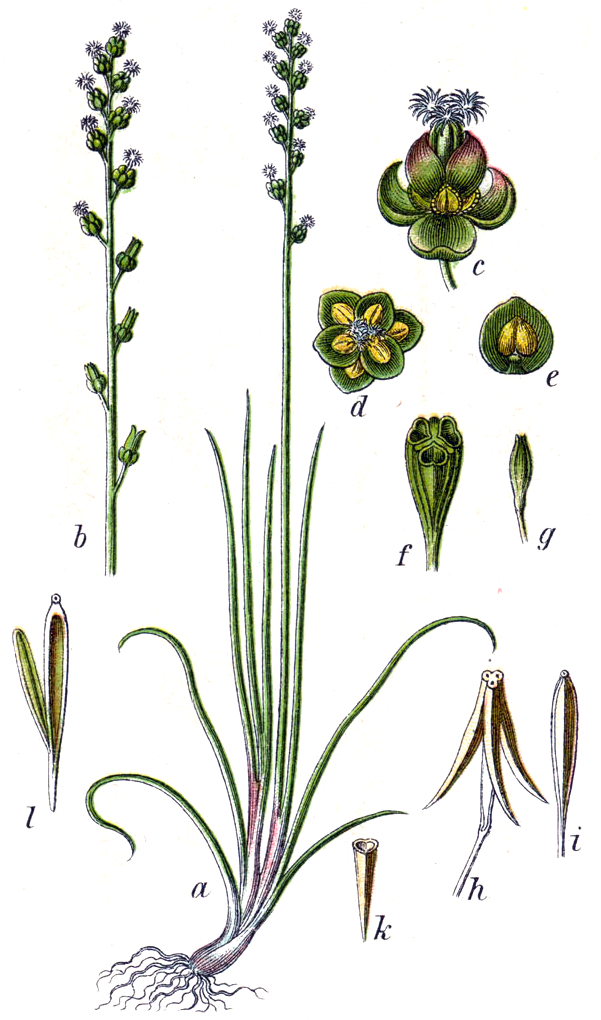
Ilustración

## Descripción
Es una planta herbácea de hasta de 50(75) cm, rizomatosa, sin tuberobulbo, rara vez con un tuberobulbo en la base del que se organizan 3-6(8) hojas y 1(2) inflorescencias dispuestas lateralmente. Rizoma de hasta de 1 mm de diámetro. Tuberobulbo hasta de 4 mm de diámetro, vertical, membranaceo, algo fibroso con numerosas raíces encabellera; fibras hasta de 0,1 mm de diámetro, mezcladas con los restos de las vainas,blanquecinas. Hojas (6)15-44 cm, todas con vaina y limbo; vaina (2)6-15 cm, de márgenes soldados en el ápice formando una lígula, ensanchada en la base, membranácea, con 10-13(16) nervios prominentes; lígula 1-1,5(2) mm; limbo (4)14-22(29) cm, semicilíndrico. Inflorescencias más larga que las hojas, pedunculadas;  racimo (4)10-35(40) cm, con 15-77 flores. Flores cortamente pediceladas en la antesis, claramente pediceladas en la fructificación; pedicelos 1,5-4,5 x 0,1-0,2 mm, rectos, erectos, muy próximos al eje de lainflorescencia. Tépalos 1,5-2,7 x 1,2-2 mm, con el ápice y los márgenes membranaceos,algo verdosos o purpúreos. Anteras 1-1,7 x 0,6-1,6 mm, reniformes. Gineceo con 3 capelos desarrollados; estigma subesférico, terminal, subsésil. Fruto 6-8,3 x 0,9-1,3 mm,obcónico; mericarpos 6-8,3 x 0,9-1,2, obcónicos, circulares o elípticos en seccióntransversal, con 1 costilla ventral algo desarrollada, dejando al desprenderse, el eje deltálamo floral con tres alas, que corresponden a los 3 carpelos vestigiales. Semillas 3,5-3,9 x 0,5-0,6 mm, cilíndricas o subcilíndricas, negruzcas. Tiene un número de cromosomas de  2n = 24.

## Taxonomía
Triglochin palustris fue descrita por Carlos Linneo y publicado en Species Plantarum 1: 338–339. 1753.
Sinonimia
- Abbotia palustris (L.) Raf.
- Abbotia pumila Raf.
- Junago palustris (L.) Moench
- Triglochin andina Phil.
- Triglochin asiatica var. komarovii (Lipsch. & Pavlov) Tzvelev
- Triglochin chilensis Meyen
- Triglochin crassiculmis (Tzvelev) Prob.
- Triglochin fonticola Phil.
- Triglochin himalensis Royle
- Triglochin juncea Gilib.
- Triglochin komarovii Lipsch. & Pavlov
- Triglochin palustris var. crassiculmis Tzvelev
- Triglochin palustris f. fernaldiana J.Rousseau
- Triglochin palustris var. salina' Mert. & W.D.J.Koch
- Tristemon palustris (L.) Raf.[5]